# أفيبقطس
الأفيبقطس (باللاتينية: Epipactis) جنس نباتي ينتمي إلى الفصيلة السحلبية. يضم هذا الجنس 70 نوعا مقبولا و13 نوعا لم يحسم وضعها بعد. كثير منها واطنة في الوطن العربي.

## من أنواعه الواطنة في الوطن العربي
- الأفيبقطس البرتغالي (باللاتينية: Epipactis lusitanica) في المغرب العربي وأيبيريا
- الأفيبقطس الخربقي (باللاتينية: Epipactis helleborine) في بلاد الشام والمغرب العربي وتركيا والقوقاز ومعظم مناطق أوروبا
- الأفيبقطس كندسي الأوراق (باللاتينية: Epipactis veratrifolia) في بلاد الشام وسيناء وتركيا والقوقاز
- الأفيبقطس المتكثف (باللاتينية: Epipactis condensata) في بلاد الشام وقبرص وتركيا والقوقاز